# 巡り廻る。
『巡り廻る。』（めぐりめぐる）は、耕（）によって制作されフリーウェアとして公開されているWOLF RPGエディター製のロールプレイングゲーム。略称は『めぐめぐ』。2010年7月31日にテスト版が公開され、ver.1.00は2011年10月16日に公開された。最新版は2021年7月11日公開のver.2.02。

## 概要
本作は「主人公の行動はプレイヤーの意思次第」となっている「ファンタジー世界を巡り廻るRPG」であり、「会話イベントは少なめで主に戦闘や育成などがメイン」とされる。舞台は闇の竜が支配する世界であり、日光は闇によって遮られ魔物も出現する。ストーリーは旅の途中で行き倒れたプレイヤーキャラが、光の巫女リンの一行に助けられる場面から始まる。リン・アレス・ビビット・ハクオウの4人は、世界を救うために闇の竜についての情報を集めていた。翌日冒険者4人と別れたプレイヤーキャラは旅を再開する。
作者である耕は「いままでゲーム制作をしていて完成させたことがなかった」としており、本作について「よい手法ではない」が「とにかく思いついたものを取り入れ、システムを主軸に置けたことが結果として吉と出た」のではないかと述べている。苦労した点
としては「キャラごとの相談イベント」の創作をあげており、またテスト版公開後のバグ修正が最も忙しかったとも述べている。なお作中のピッキングシステムは『オブリビオン』から影響を受けているという。

## システム

### 進行
最初に出身国4種、種族5種、職業10種、得意武器8種を選んでプレイヤーキャラの性質を決定する。仲間と共に3つの大陸と国家を巡りながら、運送や魔物退治、賞金首討伐といった依頼をこなすことで名声を高めていく他、貿易商人として財を成したり、悪事を重ねることでギルドと冒険者に付け狙われる悪人として生きることも可能である。ギルドから示される依頼以外はプレイヤーに目的が示されることはないが、光の巫女リンの一行の足取りを追うことが一応のメインクエストとなっている。放っておいてもリン達によって闇の竜は討伐され光の時代が訪れることになるが、盗賊の跋扈や国家間の戦争といった人間同士が争う時代の始まりでもあり、それに応じたイベントが発生することになる。

### 国家
世界には3つの国家が存在しており、それぞれ文化や国民の特性、通貨が異なっている。また世界の中心部には闇の竜が巣食う闇の地が存在している。
火の国
山と砂漠に覆われた過酷な国土を持つ国でそこで暮らす人々も屈強。鉱山採掘が盛んで優れた鍛冶技術を持っているが、食糧事情はかなり悪い。
地の国
豊かな森に囲まれた国。ここで暮らす人々は手先の器用さに優れており、工芸や農業が盛んである。反面、鉱物資源には乏しい。
水の国
水の祝福を受けた国。様々な動物が存在しており、狩猟とその加工品製造が盛んである。魔水の加工という独自技術を保有しており、人々は魔力制御に優れている。
闇の地
世界の中心にあり世界を覆う闇の根源でもある土地。闇の竜が住む闇の城が存在している。各国とは地続きであるがそれぞれ関所によって守られている。

### 種族
それぞれ能力の傾向に違いはあるが、同じ種族でも人間の血が濃いかどうかで外見に差異がある。仲間にできるキャラクターの中には固有種族や種族が不明のキャラクターも存在する。
人間
手先が器用。その他は平均的な能力を持つ。
ガル人
獣の血をひく獣人。腕力に優れる。外見上の作者のイメージとしてはロバ耳。
モック人
同種族間で知識を共有できる特性を持った種族。魔力に優れる。外見上の作者のイメージとしてはエルフ耳。
オクト人
生命力に優れた魚人。外見上の作者のイメージとしてはヒレ耳。
ニャーワン
草原を駆け回る素早さに優れた獣人。社会とは距離を置いて暮らしている。犬や猫のような耳と尻尾、語尾に「～わん」「～にゃ」をつける口癖が特徴。

### 戦闘とエレメント
キャラクターには出身国や種族に応じた固有のエレメント値が設定されており、それに応じて弱点や力を発揮できる状況が決められている。
依頼の達成や戦利品で得られるエレメントには火・地・水の三種があり、それぞれ滞在している国の通貨に交換できるほか、各種生産スキルの材料としても使われる。一度に持てるエレメントの量には限りがあり、エレメントを支払う事で上限を増やすことができる。
国ごとにエレメントレベルが設定されており、戦闘回数を重ねるほどその国のエレメントレベルが向上し、敵が強くなる。さらにエレメントの属性が曜日と一致している場合や深夜の時間だとレベルに上昇補正がかかる。

### スキルシステム
装備する武器の熟練度を上げることによって覚える戦闘スキルと、旅や拠点での生産、資源の採取を助ける生活スキルに二分される。
短剣
攻撃力よりも素早さを優先した武器。状態異常や敵の持っているアイテムを盗むスキルを覚える他、アイテムの効能にも精通できる。
双短剣
短剣二刀流。前列での接近戦と手数を重視している。覚えるスキルも攻撃に特化している。
剣
攻撃、補助、回復とバランスが取れている。特に防御技に秀でており、パーティーの壁役も務められる。
斧
前列での接近戦と一撃の威力に特化した武器。敵を吹き飛ばして位置を変えたり、広い範囲を攻撃する技を覚える。
弓
中列からの攻撃を得意とする武器。熟練すれば距離や範囲を選ばない攻撃が可能となる。
弩
中列からの攻撃を得意とする武器。罠の設置や回復といった補助的なスキルが揃っている。
杖
攻撃用の魔法を覚える。詠唱に時間はかかるが威力はいずれも高い。
本
補助・回復用の魔法を覚える。近接攻撃や攻撃魔法のスキルも一通り揃っている。

## 評価
窓の杜のコーナー「週末ゲーム」では「好みのキャラクターを作り出し、ファンタジー世界を自由に生きられるのが最大の魅力」と評されており、「とにかくできることが膨大で非常に緻密」であって「どの生き方を選んでも、それによって自分が成長してる喜びを感じられるのも魅力」とされている。また年末企画「編集部員の“今年のお気に入り”」では、「位置取りや攻撃の効果範囲の概念により奥の深いバトルが楽しめる作品」として言及されている。
ベクターの新着ソフトレビューでは、「とにかく自由度が高く、歯ごたえがある」作品と評価されており「序盤は難易度や自由度の高いシステムに戸惑うかもしれないが、ゲームを進めてゆくうちにすぐに慣れ、はまり込んでゆく」とされている。そして「キャラクタや背景のグラフィックも美麗」であり「オープンワールドのRPGを好む人に、ぜひ遊んでもらいたい作品」と評されている。
Crowdrive Gamesでは「やりこみ系フリーゲーム」の一つとして紹介され、「自由度の高いRPG」であり戦闘やアイテム以外の「やりこみ要素の数が多いのが特徴」と評されている。
インサイドでは「『良作フリーゲーム』10選」において「フリーゲームファンの間では有名作品」として紹介され、「『ルナティックドーン』の影響を感じさせる要素もあり、冒険者へ向けた魔物の討伐依頼などが特徴的」と評されている。